# La Chance d'être femme
Pour plus de détails, voir Fiche technique et Distribution.
La Chance d'être femme (titre original : La fortuna di essere donna) est un film italien réalisé par Alessandro Blasetti sorti en France le 20 juin 1956.
Blasetti reprend, deux ans après Dommage que tu sois une canaille, le couple si heureusement formé par Sophia Loren et Marcello Mastroianni et promis à un grand avenir cinématographique, accompagné cette fois-ci de Charles Boyer. Le personnage féminin prend ici toute la place afin de mettre en valeur davantage de facettes du jeu de Sophia Loren.
Le film commence avec Antonietta, photographiée dans la rue relevant sa jupe pour rajuster ses bas, qui se retrouve en couverture d'un magazine à gros tirage. Son fiancé, avocat, veut justement exiger des dommages et intérêts. Mais découvrant que le photographe, Corrado, a ainsi lancé la carrière de plusieurs actrices, Antonietta décide d'emprunter cette voie elle aussi. Elle prend des cours de maintien avec le comte Sennetti et rencontre des producteurs, mais c'est finalement avec Corrado qu'elle se mariera.

## Synopsis
Antonietta, une jeune femme d’une extrême beauté, est photographiée dans la rue à son insu depuis une voiture qui passe alors qu’elle avait relevé sa jupe pour rajuster ses bas. La photo apparaît sur la première page d’un magazine et est affichée dans tous les kiosques. Furieux, elle et son fiancé, l’avocat Federico, réussissent à retrouver le photographe, Corrado, qui travaille dans les domaines de la mode et du glamour et qui a des relations dans les milieux des producteurs et dans la meilleure société. Bien vite elle se rend compte que l’aide de Corrado peut lui permettre d’obtenir bien plus qu’une compensation financière.
Antonietta rompt avec Federico, trop collet monté. C’est de Corrado qu’elle attend une aide pour faire une carrière comme mannequin et comme star de cinéma grâce aux personnes influentes qu’il lui fera connaitre. Au début, Corrado tente de se débarrasser d’elle en lui racontant des histoires. Mais Antonietta ne le lâche pas et se fait photographier en costume de bain dans une pose provocante. C’est une relation amour-haine qui se développe entre les deux. Fortuitement Corrado présente Antonietta au vieux Comte Sennetti, qui a aidé de jeunes actrices à réussir et qu’elle enthousiasme. Il lui apprend les manières de la bonne société. Un jour, il commande à Corrado une série de photos sur lesquelles Antonietta, avec le comte en partie sur la photo, sera mise en scène dans des ruines romaines antiques en tant qu’étudiante en archéologie. Sennetti résiste longtemps à l’envie d’Antonietta d’acheter des vêtements beaux et coûteux. C’est seulement plus tard qu’il lui fait la surprise d’une fourrure et entre en contact avec le producteur du film, Magnano, sans toutefois que cela aboutisse à un contrat de film. Afin de rendre Corrado jaloux Antonietta propose à Sennetti de l’épouser lors d’un gala. Le photographe de son côté persuade l’épouse du comte, de s’asseoir à la même table que son mari et Antonietta. À sa grande stupeur, cette dernière se rend compte que Sennetti est déjà marié. La comtesse lui révèle qu’autrefois elle était riche, mais que son mari a dilapidé la fortune. Elle se venge en renversant sur lui une salade, ce que Corrado photographie. Antonietta rend la fourrure à la comtesse et quitte le restaurant en refusant l’offre de Magnano de la reconduire chez elle. Elle en veut à Corrado à qui elle vole les clés de sa voiture. Tous les deux se promènent dans la nuit à travers la ville, en se lançant des petites méchancetés pleines d’amour et jusqu’à des cailloux. Finalement tous deux tombent dans les bras l’un de l’autre et s’embrassent.

## Fiche technique
- Affiche : Constantin Belinsky (France)

## Distribution
- Sophia Loren : Antonietta Fallari
- Charles Boyer : Comte Gregorio Sennetti
- Marcello Mastroianni : Corrado Betti
- Elisa Cegani : Elena Sennetti
- Nino Besozzi : Paolo Magnano
- Titina De Filippo : La mère d'Antonietta
- Giustino Durano : Federico Frotta
- Memmo Carotenuto : Gustavo Ippoliti
- Mario Scaccia : Un cameriere
- Margherita Bagni
- Anna Carena
- Mauro Sacripanti
- Piero Carnabuci
- Nino Dal Fabbro
- Salvo Libassi